# Economic Operator Registration and Identification
L'Economic Operator Registration and Identification (acronimo EORI), traducibile in Registrazione e identificazione dell'operatore economico, è un codice univoco, assegnato a livello della Comunità economica europea, da utilizzare nei rapporti con le autorità doganali europee. Questo sistema, introdotto nell'ambito delle nuove procedure informatizzate, è previsto entrare definitivamente a regime con il 1º luglio 2009.

## Codice EORI e operazioni di import-export
La Commissione europea ha introdotto, con il Regolamento (CE) n. 312/2009, che modifica le disposizioni di applicazione del codice doganale comunitario (reg. (CEE) n. 2454/93), il numero di registrazione e identificazione degli operatori economici (numero EORI), che dovrà essere assegnato dagli Stati membri a ciascun operatore economico ed eventualmente ad altre persone.
Per quanto riguarda l'Italia è stata presa la decisione di assegnare come numero EORI lo stesso della Partita IVA preceduto dalla sigla IT ove possibile o, in alternativa, il numero di Codice fiscale. La decisione è stata accompagnata dall'apertura di una banca dati automatica con i dati dei soggetti autorizzati che hanno effettuato operazioni con l'estero negli ultimi due anni e la relativa assegnazione del codice EORI. I soggetti italiani che effettueranno operazioni rilevanti ai fini doganali dopo il 30 giugno 2009 saranno automaticamente registrati nella base dati EORI all'atto dell'effettuazione della prima operazione doganale.
Questo numero servirà di riferimento comune nei rapporti tra l'operatore economico e l'autorità doganale in tutta la Comunità e per lo scambio di informazioni tra autorità doganali diverse e tra queste ultime e le altre autorità.